# Gee Vaucher
Gee Vaucher est une artiste libertaire britannique née en 1945 à Dagenham près de Londres.

## Biographie
Sa carrière artistique débuta en 1977, avec le groupe anarcho-punk Crass, dont elle assurait la direction artistique. Ses œuvres, collages et peintures, s'inscrivaient parfaitement dans l'idée du protest art et aussi bien sûr dans l'univers du groupe, propageant avec humour, cynisme et surréalisme leurs idées anarchistes féministes et pacifistes.
L'artiste a réalisé deux livres, Crass Art and Other Pre Post-Modernist Monsters et Animal Rites. L'un est une rétrospective de ses travaux de 1960 à 1999 incluant ses artworks au sein de crass, l'autre traite des relations entre l'homme et l'animal par des collages et peintures surréalistes et provocants.